# خوان سوراكو
خوان سوراكو (بالإسبانية: Juan Surraco)‏ (14 أغسطس 1987 بمونتفيدو في الأوروغواي - ) هو لاعب كرة قدم أوروغواني في مركز الوسط. شارك مع منتخب الأوروغواي تحت 20 سنة لكرة القدم ومنتخب الأوروغواي لكرة القدم. أما مع النوادي، فقد لعب مع نادي أنكونا ونادي أودينيزي ونادي تورينو ونادي سيتاديلا ونادي ليتشي ونادي ليفورنو ونادي مسينا ونادي مودينا وسنترال إسبانيول والتانك سيلي.

## وصلات خارجية
- خوان سوراكو على موقع الاتحاد الدولي (مؤرشف)  (الإنجليزية)
- خوان سوراكو على موقع قاعدة بيانات كرة القدم.إي يو (الإنجليزية)
- خوان سوراكو على موقع ناشيونال فوتبول تيمز (الإنجليزية)
- خوان سوراكو على موقع Soccerway.com (الإنجليزية)
- خوان سوراكو على موقع عالم كرة القدم.نت (الإنجليزية)